# Youssef Maziz
Youssef Maziz, né le 24 juin 1998 à Thionville (Moselle), est un footballeur franco-marocain, jouant au poste de milieu offensif à l'OH Louvain.

## Biographie
Youssef Maziz commence le football à l'âge de six ans au sein du club de sa ville natale, le Thionville FC. Il y joue notamment aux côtés de Gauthier Hein. Il est repéré par le FC Metz, et rejoint son école de football en 2006. En 2011, il rejoint le CSO Amnéville pour des raisons pratiques et financières impactant sa famille. Il retrouve les Grenats deux ans plus tard pour y terminer sa formation. 
Le 8 janvier 2017, il fait sa première apparition en professionnel avec le FC Metz dans un match de Coupe de France face au RC Lens (défaite 2-0). Il signe ensuite son premier contrat professionnel en juin 2018, et est prêté dans la foulée à l'US Avranches en National. Il y inscrit six buts en trente matchs.
Auteur d'une bonne saison en National, il est ensuite prêté au Mans FC, tout juste promu en Ligue 2. Il joue la majorité des matchs de la saison, mais le championnat est arrêté en mars en raison de la pandémie de Covid-19. Il inscrit trois buts mais son club est relégué en National. 
Revenu au FC Metz, il y prolonge son contrat de trois ans et fait ensuite onze apparitions en Ligue 1 avec son club formateur. Lors de la saison 2021-2022, il est à nouveau prêté, au RFC Seraing, club satellite du FC Metz en Belgique. Titulaire indiscutable tout au long de la saison, il dispute 37 matchs avec son club, pour douze buts marqués et dix passes décisives. 

## Statistiques
| Saison                | Club                  | Championnat           | Championnat | Championnat | Championnat | Coupe nationale | Coupe nationale | Coupe nationale | Coupe de la Ligue | Coupe de la Ligue | Coupe de la Ligue | Autres compétitions | Autres compétitions | Autres compétitions | Autres compétitions | Total | Total | Total |
| Saison                | Club                  | Division              | M.          | B.          | P.d.        | M.              | B.              | P.d.            | M.                | B.                | P.d.              | Comp.               | M.                  | B.                  | P.d.                | M.    | B.    | P.d.  |
| 2016-2017             | FC Metz               | Ligue 1               | 1           | 0           | 0           | 1               | 0               | 0               | 1                 | 0                 | 0                 | -                   | -                   | -                   | -                   | 3     | 0     | 0     |
| 2017-2018             | FC Metz               | Ligue 1               | -           | -           | -           | -               | -               | -               | 1                 | 0                 | 0                 | -                   | -                   | -                   | -                   | 1     | 0     | 0     |
| 2020-2021             | FC Metz               | Ligue 1               | 11          | 0           | 0           | 2               | 0               | 1               | -                 | -                 | -                 | -                   | -                   | -                   | -                   | 13    | 0     | 1     |
| 2022-2023             | FC Metz               | Ligue 2               | 29          | 8           | 6           | 2               | 0               | 0               | -                 | -                 | -                 | -                   | -                   | -                   | -                   | 31    | 8     | 6     |
| 2023-2024             | FC Metz               | Ligue 1               | 2           | 1           | 0           | -               | -               | -               | -                 | -                 | -                 | -                   | -                   | -                   | -                   | 2     | 1     | 0     |
| Sous-total            | Sous-total            | Sous-total            | 43          | 9           | 6           | 5               | 0               | 1               | 2                 | 0                 | 0                 | -                   | -                   | -                   | -                   | 50    | 9     | 7     |
| 2018-2019             | US Avranches (prêt)   | National              | 29          | 6           | 1           | 1               | 0               | 0               | -                 | -                 | -                 | -                   | -                   | -                   | -                   | 30    | 6     | 1     |
| 2019-2020             | Le Mans FC (prêt)     | Ligue 2               | 13          | 3           | 2           | 2               | 0               | 0               | 3                 | 0                 | 0                 | -                   | -                   | -                   | -                   | 18    | 3     | 2     |
| 2021-2022             | RFC Seraing (prêt)    | Division 1A           | 33          | 8           | 9           | 2               | 4               | 0               | -                 | -                 | -                 | Barrages            | 2                   | 0                   | 1                   | 37    | 12    | 10    |
| 2023-2024             | OH Louvain            | Division 1A           | -           | -           | -           | -               | -               | -               | -                 | -                 | -                 | -                   | -                   | -                   | -                   | 0     | 0     | 0     |
| Total sur la carrière | Total sur la carrière | Total sur la carrière | 118         | 26          | 18          | 10              | 4               | 1               | 5                 | 0                 | 0                 | -                   | 2                   | 0                   | 1                   | 135   | 30    | 20    |